# テタノスパスミン

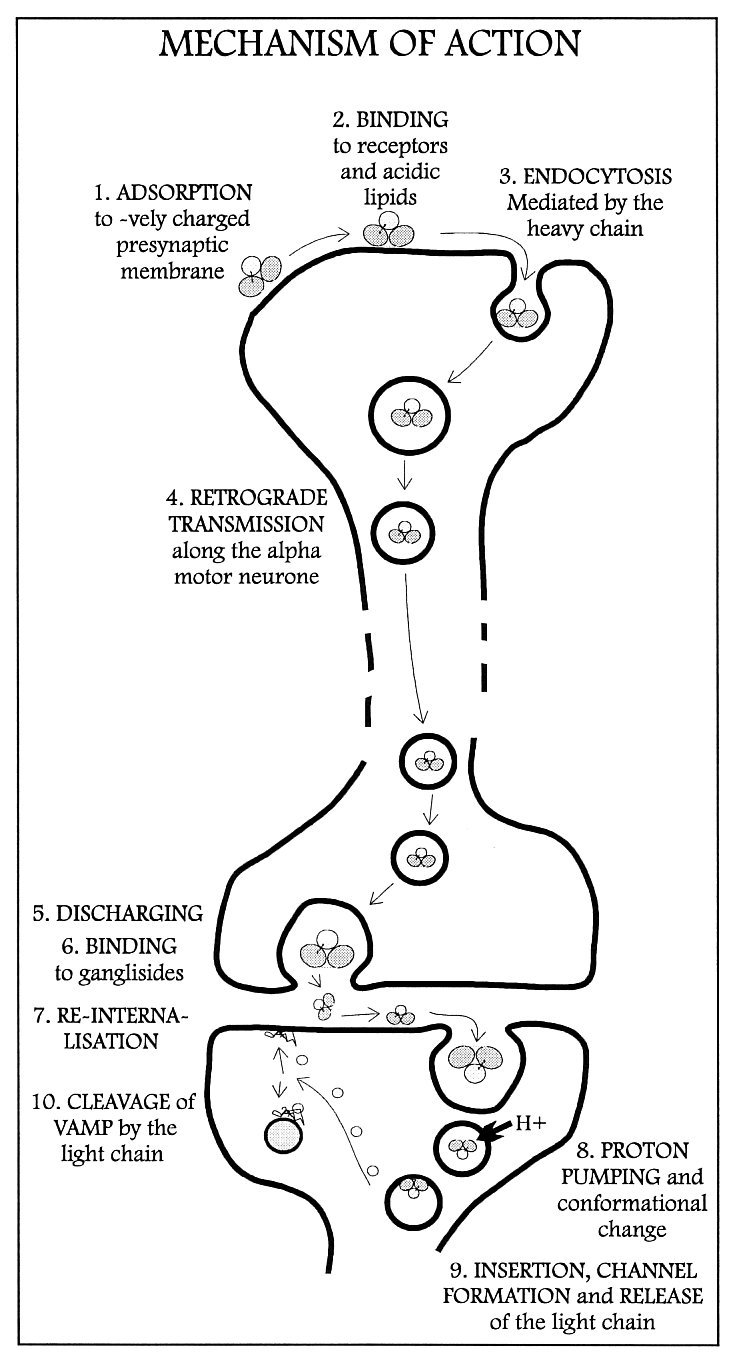
テタノスパスミンの作用機序

テタノスパスミン (Tetanospasmin) は分子量約15万のタンパク質で、破傷風菌によって産生され、破傷風の原因となる蛋白毒素で神経毒である。テタヌストキシン (Tetanus-toxin) 等とも呼ばれる。

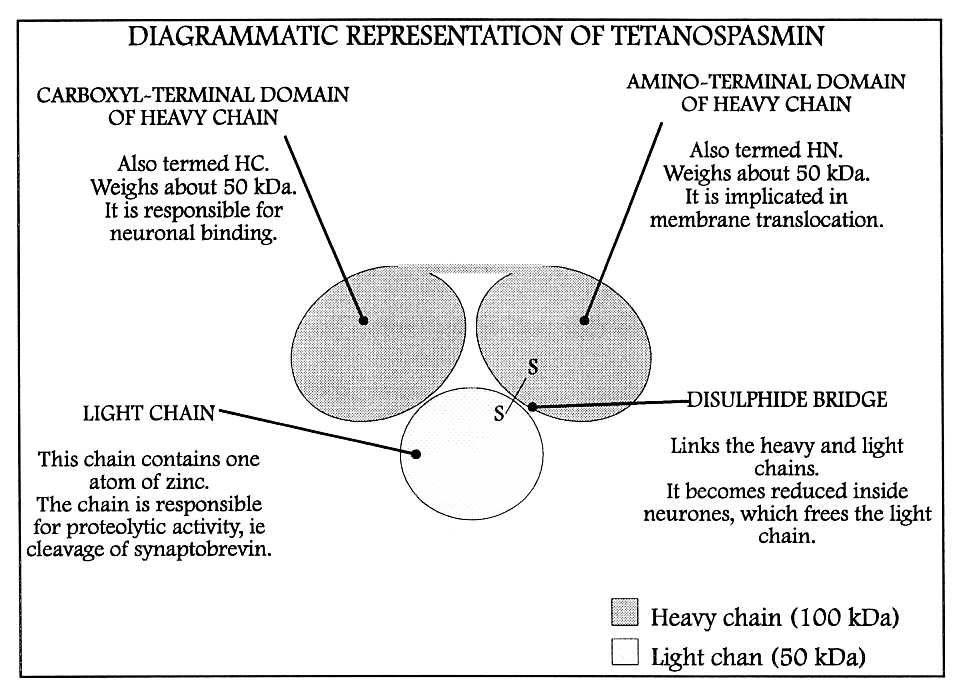
テタノスパスミンの構造

毒性は極めて強いが、動物種により毒素に対する感受性が異なる。マウスの半数致死量 (LD50) は体重 1 kgあたり0.000002 mg (2 ng) であり、ボツリヌストキシンに次いで自然界の毒素で最強ランクに類されるもののひとつである。ホルマリン処理により容易に失活する。この現象を用いて破傷風トキソイド（破傷風ワクチン）が作られている。

## 作用機序
毒性発現は、速い逆行性輸送（Fast retrograde transport (50-100 mm/日)）という機序で生じる。神経では通常、信号の伝達方向は下行性を示すが、テタノスパスミンが神経末端から取り込まれた場合、神経繊維内部を神経末端から細胞体方面への伝達（上行性）を示す。これを逆行性という。
テタノスパスミンの中毒では、
1. 抑制性シナプスにおける神経伝達物質分泌（アセチルコリン）遊離の抑制
2. α系、γ系運動神経の興奮
3. 脳脊髄に存在する中枢運動ニューロンの興奮亢進

などが生じ、これらに伴い、三叉神経麻痺による破傷風顔貌、強直性痙攣、弓反り反射、最後に呼吸筋の硬直麻痺による死亡、の経過をたどる。